# 大垣祭
大垣祭（おおがきまつり）は、岐阜県大垣市市街地で毎年5月15日までの15日に近い土・日曜日に行われる大垣八幡神社の例祭である。一般的には大垣まつりと表記される。

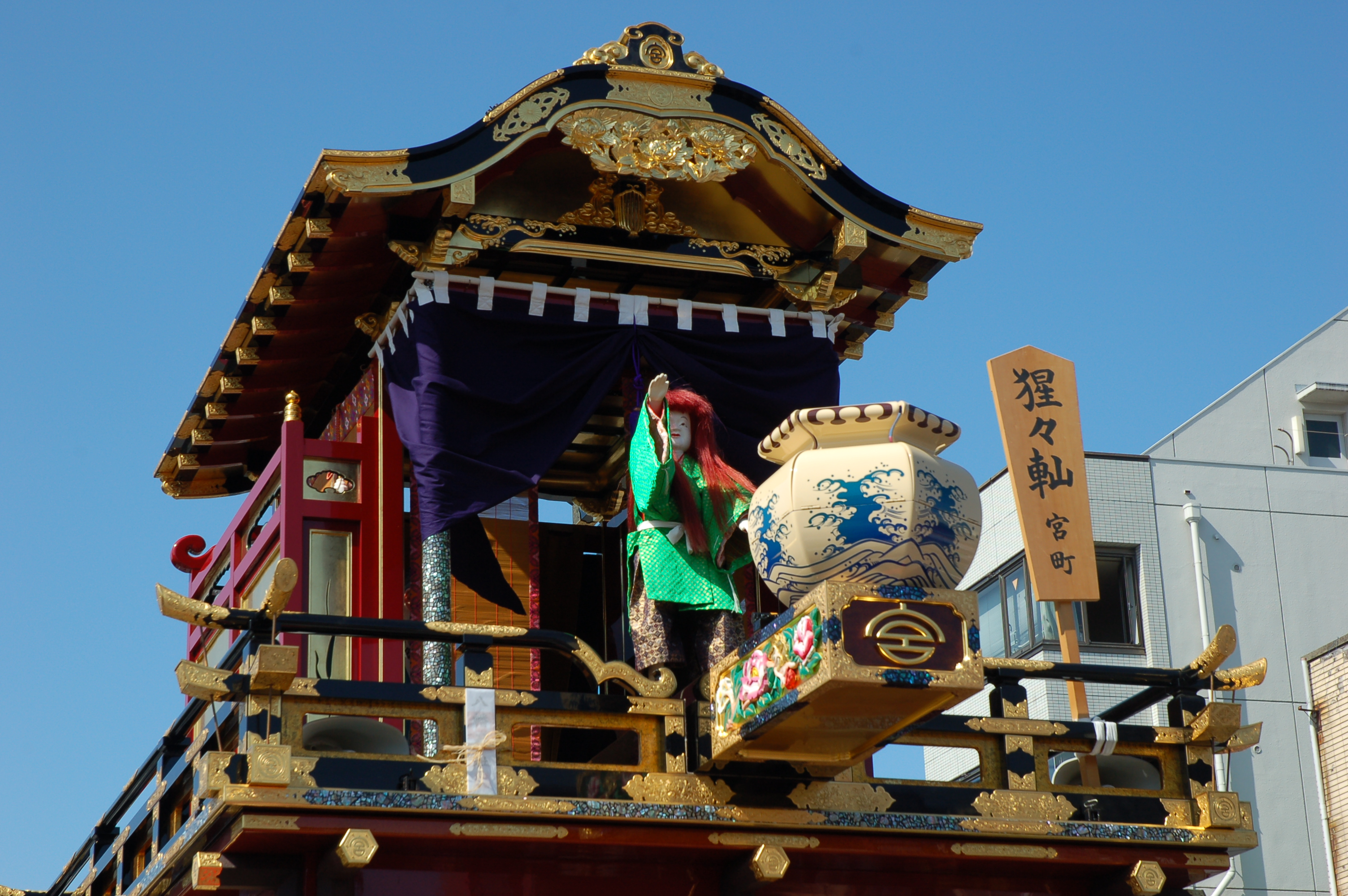
猩々軕のカラクリ

## 歴史
1648年（正保5年）大垣藩主戸田氏鉄が城下の八幡神社を再建した折、城下18郷が神輿三社を寄進することで喜びを表し、また大垣10か町（本町、中町、新町、魚屋町、竹島町、俵町、船町、伝馬町、岐阜町、宮町）が10両の軕（山車）を造って曳き出したことがその起源という。1679年（延宝7年）、大垣藩主戸田氏西が神楽軕、大黒軕、恵比須軕の三輌を下賜。この3輌を「三輌軕」と呼ぶ。慶安元年（1648年）八幡神社の歴史を示した古文書によると、造られたばかりの山車に対し「十町之車渡リ物尽善尽美（十町の車渡り物、善を尽くし美を尽くし）」と、称えられている。また今は姿を消したが、「朝鮮人行列」という、朝鮮通信使を模した竹島町の異国情緒あふれる行列もあった。以降、濃尾震災、第二次世界大戦での大垣空襲などにより軕（やま）を多数失うが、現在は復元などにより13輌が完全に復活した。
災害を免れた軕9輌と朝鮮山車付属品は、岐阜県の重要有形民俗文化財に指定されており、また2015年（平成27年）3月2日には、祭礼行事が「大垣祭の軕行事」として、国の重要無形民俗文化財に指定され、2016年（平成28年）12月1日には「山・鉾・屋台行事」としてユネスコ無形文化遺産に登録された。
2020年（令和2年）・2021年（令和3年）は、新型コロナウイルス感染症の蔓延を受けて中止（神事のみ挙行）。2022年（令和4年）は、本楽（八幡神社での奉芸・軕の巡行（距離を短縮した特別コース））のみ実施された。

## 形態
例年5月14・15日に行われていたが、1995年（平成7年）より毎年5月の15日までの15日に近い土・日曜日に行われるようになった。軕十三輌が八幡神社を中心に旧大垣市内を練り歩く。

### 試楽
土曜日を「試楽」（しがく）と呼び、十三輌の軕が朝9時に八幡神社前に集結。八幡神社の鳥居前で奉芸を行った後市役所玄関前に移動。そこで掛芸披露を行う。この行事は、かつて大垣藩主が大垣城内に軕を曳き入れて上覧したことにちなむもので、現在は、藩主に代わって市長がその役を務めている。以後、各軕は自由行動をとる。

### 本楽
日曜日は「本楽」（ほんがく）と呼ばれ、各軕は八幡神社前に集結し奉芸。後、神楽軕を先頭に城下（東廻り（西暦奇数年）・西廻り（西暦偶数年）が存在）2.2里（約8.8km）を練り歩く。
- 東廻り：八幡神社―宮町―桐ヶ崎―高屋町―錦町―岐阜町―中町―新町―東長町―代官町―高橋町―伝馬町―本町（昼食）―魚屋町―竹島町―俵町―北切石町―久瀬川町―船町（住吉燈台）―市役所前―御殿町―駅通り
- 西廻り：八幡神社―丸の内―北切石町―船町（住吉燈台）―俵町―竹島町―魚屋町―本町（昼食）―伝馬町―高橋町―代官町―東長町―新町―中町―岐阜町―錦町―高屋町―駅通り

### 夜宮
試楽、本楽両日とも、18時半までに各軕は八幡神社前水門川沿いに集合。19時より提灯を点灯。八幡神社前を2周し、曳き分かれる。また本楽の夜には神輿の渡御も行われる。これを「夜宮」（よみや）という。

## 各軕の詳細

### 神楽軕（かぐらやま）
現存。別名・御払軕または市軕ともいう。練り歩く際には常に先頭を行く。
- 長さ: 5.06m 幅: 2.19m 高さ: 約4.20m
- 巫女と山伏の2体の人形による人形神楽を芸として持つ。人形は、舞台の下から人が直接棒で操る。これは全国的に非常に珍しい手法である。
- 巫女は鈴を鳴らしながら、静かに祈祷や清めの舞を行い、山伏が両手に熊笹を持ち、湯桶の湯の花に見立てた紙吹雪を撒き散らし、湯立ての清めを行う。
- この紙吹雪には清めや病魔退散の意味も含む。
- 昔、八幡神社に美しい巫女がいたことから、巫女のことを「市」、お囃子が急テンポになってから登場する山伏のことを「チャーチャー」と呼んでいる。
- 本町、中町、新町の三町内が一年交代で担当。従って上の人形扱いを伝承していくのも難しい。
- 今までに三度も焼失している災害多き軕である。水引には戸田家の家紋である九曜星が金糸の刺繍でめぐらされている。

### 大黒軕（だいこくやま）
現存。軕の上部に米俵2俵を置き、その上に右手に小槌を持ち、左肩に稲袋を担った大黒天の人形を載せる。
- 長さ: 3.84m 幅: 1.70m 高さ: 約3.90m
- 昔、この軕の当番町になると、その町内では大国主命の使獣である、鼠を殺さない習慣があった。
- 魚屋町、竹島町、俵町の三町内が一年交代で担当。

### 恵比須軕（えびすやま）
現存。恵比須大神の人形は左甚五郎の作と伝えられる。
- 長さ: 4.24m 幅: 1.69m 高さ: 約4.30m
- 1679年（延宝7年）、戸田氏西公が恵比須神を祀るにあたり、摂津の広田神社に祀られている西宮の恵比須神に、人を派遣し祈願したといわれる。
- 伝説によると、恵比須大神の人形の顔面の塗料が剥げていたので塗り師が塗り変えようと顔面に手を触れた途端、口から火を吹いたといわれる。
- 本楽の夜、各町の軕が曳き分かれた後、その年の担当町から次の年の担当町へと恵比須大神の人形の御頭を渡す儀式（お頭渡し）が古来と同じ手順で執り行われる。
- 船町、伝馬町、岐阜町、宮町の4町内が一年交代で担当。（この内“岐阜町”は昔、“伝馬北町”として伝馬町の一部として扱われていた。）

### 相生軕（あいおいやま）
現存。別名：高砂軕。1945年に戦災で焼失したが、1996年に再建し、2012年に漆塗りをした。謡曲「高砂」を題材にしたからくりを芸に持つ。現在13輌ある中で一番大きな軕。
- 長さ: 5.98m 幅: 2.75m 高さ: 5.66m
- 謡曲「高砂」にあわせて住吉明神（本軕人形）が袖がえし、面かぶりなどのからくりを見せながら激しく舞い、対して神主友成（前軕人形）は静かな動きを見せつつ中央まで進み、瞬時に帆掛け舟へと変わる。
- 奉芸の際は五番立ての「神」を担当。よって、三輌軕が下賜される前までは行列の先頭を行った。（現在では軕の順番は早い物順で並んでいる。ただし、現在、順番の復活を望む声もある。）
- 本町が担当する。

### 布袋軕（ほていやま）
現存。1945年に戦災により焼失したが、2012年に再建。
- 長さ: 5.73m 幅: 2.50m 高さ: 5.22m
- 謡曲「加茂」にちなんだ軕である。
- 布袋を軕上に布袋を祀り、奉芸の際は五番立ての「男」を担当する。
- 唐子人形が右手に扇を持って舞いつつ、軕に向かって右隅の台に近づく。台に左手をつき片手で逆立ちをし、右手の扇を開いて転舞する仕掛けで離れからくりはこの軕だけである。
- 中町が担当している。

### 菅原軕（すがわらやま）
現存。別名・天神軕。
- 長さ: 5.54m 幅: 2.55m 高さ: 5.15m
- 文字書き人形が額持ち人形の持っている紙に一筆で文字を書き上げ（種板を用いない）、額持ち人形が額から紙を落とすという文字書きのからくりを芸に持つ。これは菅原道真を象徴しているためでもあるが、町内の氏神天神神社にも由来する。
- 能からくりの合間の狂言からくりとして仕立てられた軕である。
- 見送り幕は、大橋翠石の手による「岩上猛虎之図」であるが、現在損傷が激しいため、晴天の本楽にしか用いられない。また、晴天の試楽には上田秋陽が昭和40年頃に描いた「水墨　雲竜之図」が使用されている。これも損傷が激しい。雨天時は青地の布に白 で“菅原軕”と書かれたものを使用する。
- 新町が担当。

### 鯰軕（なまずやま）
現存。1648年建造。別名・道外坊軕。
- 長さ: 4.91m 幅: 2.45m 高さ: 5.03m
- 赤い頭巾を被り、金色の瓢箪を持った老人の人形が、踊り狂う大鯰を瓢箪で取り押さえようとするからくりを芸に持つ。これは、室町時代のある高僧が「瓢箪で鯰を押えられるか」と問うたのが題材となっている。また、この問いを画僧の如拙が絵にしたのが国宝「瓢鮎図」である。このからくり芸を模して作ったのが、大垣市の郷土玩具「鯰押え」である。
- 能からくりの合間、狂言からくりとして仕立てられた軕である。
- 魚屋町が担当。

### 榊軕（さかきやま）
現存。本来は朝鮮通信使を模した仮装行列であったが、明治維新の際、神仏分離令によって廃止。代わってこの軕が登場した。
- 長さ: 5.83m 幅: 2.43m 高さ: 4.95m
- 人形神楽を芸として持つ。天鈿女命が榊と鈴を持ち、神楽を舞う。
- 竹島町が担当。

### 浦嶋軕（うらしまやま）
現存。1945年、戦災により焼失したが、2012年に再建。屋形に浦島太郎を祭り、奉芸の際は五番立ての「女」を担当している。
- 長さ: 5.84m 幅: 2.50m 高さ: 5.84m
- ほかの軕と違って屋根は半円を描き、見送り幕には虎の皮（を模した幕）を使用している。
- 謡曲「浦島」にちなみ、玉手箱を背にした亀が右往左往するうちに、箱が開いて中から蓬萊山が現れる。その時、亀の口からピンポン玉が飛び出す仕掛けになっている。2013年より浦島太郎人形が翁に変わるからくりを見せるようになった。
- 俵町が担当している。

### 玉の井軕（たまのいやま）
現存。本来は赤坂にある金生山で採取した石灰岩を運ぶ車を改造した石曳軕であり、江戸中期にからくり軕に改造された。
- 長さ: 5.43m 幅: 2.45m 高さ: 5.03m
- 1815年(文化12年)、出水により大破したため、残った人形を用いて再建。軕上に配置された彦火火出見命（人形が女のような服装をしているので玉の井さんと呼ばれている）が名の由来である。
- 軕前方に舞台を持つ芸軕であり、子ども舞踊が披露される。戦前は子供歌舞伎が演じられていた。
- 船町が担当。

### 松竹軕（しょうちくやま）
現存。謡曲「竹生島」を題材にとる。軕上に弁財天を配置することから、別名・弁天軕(弁財天軕)とも。
- 長さ: 5.58m 幅: 2.48m 高さ: 5.04m
- 軕前方に舞台を持つ芸軕であり、子ども舞踊が披露される。第2層（軕の上部）では弁財天人形の前に配置された童女の人形が舞う途中にその胴が割れて白兎に変じ、餅を搗く芸を見せる。又、この時、軕の舞台から子供が餅を観客に撒いて振舞う。
- 現在は前記のような、からくりと舞踊を併せもつ軕だが、戦前は弁財天の前で竜女人形と衛士姿の翁が舞うからくり軕であった。
- 伝馬町が担当。

### 愛宕軕（あたごやま）
現存。別名・八幡軕。
- 長さ: 5.34m 幅: 2.41m 高さ: 5.21m
- 軕上段には八幡神社の祭神である神功皇后が祀られており、軍扇・太刀を持って男装で座っている。神功皇后は身重ながら新羅に出征し、凱旋後、応神天皇を無事出産した話が「古事記」にあり、安産の神として信仰されている。
- 中段左に武内宿禰、中段右には狂言師、下段には麾振りの人形を配する。
- 謡曲「弓八幡」を題材にとったからくりを芸にもつ。
- 武内宿禰人形が早変わりを行い、邯甜男の面をつけるからくりと、狂言師の手に持つ黒い箱のふたが開くと小さい二羽の鳩が豆を拾う動作をするからくりを見せてくれる。この際、軕の中から袋入りの豆が観客にまかれる。
- 奉芸の際は五番立ての「狂」を担当。
- 岐阜町が担当する。

### 猩々軕（しょうじょうやま）
現存。1945年に戦災により焼失したが、2001年再建。その後、漆塗り・金具・彫刻が施された。謡曲「猩々」を題材にとったからくりを芸に持つ。
- 長さ: 5.42m 幅: 2.70m 高さ: 5.34m
- 奉芸の際は五番立ての「鬼」を担当。
- からくり芸は、「トイ」と呼ばれる大床板（軕の上部から突き出ている）の先に置かれた大酒壺に猩々人形が歩み寄り、その中の酒を鯨飲して顔を赤らめる。そして、謡曲「猩々」が謡われると、猩々人形は獅子に変じ、大酒壷は割れて中から牡丹の花が咲き乱れ、獅子がそれに戯れ踊り狂うというもの。
- 二層構造になっており、正面と側面（一層と二層の間）に千匹猿の彫刻が施され、一匹も同じ様相がないといわれる。
- 見送り幕は、上部の窪田華堂の筆による賛と、下部の郷土の画家、和田能玉の描く「白澤怪」が豪華な手刺繍で縫い上げられてある。
- 宮町が担当する。